# 조한진

조한진(1997년 5월 24일)은 한국 프로 농구 울산현대모비스 소속 농구 선수이다. 포지션은 포워드이다.
2018년 KBL 신인 드래프트에서 전체 5순위로 고양 오리온 오리온스에 지명되었다.

## 아마경력
중학교까지 한국에서 졸업한후 고등학교때 일본으로 건너가 동해대부속세쇼고등학교와 동해규수대학교를 졸업하였고, 신인드래프트에 일반인 자격으로 참가하였다.

## 프로경력
2018년 KBL 신인드래프트에서 전체 5순위로 지명되었다. 일반인 참가자중 역대 제일 높은 순번에 지명되었다.

## 학력
- 매산초등학교
- 삼일중학교
- 동해대부속세쇼고등학교
- 동해규수대학교

## 경력
- 2018년 ~ 현재 : 고양 오리온 오리온스